# Randolph Henry Churchill
Lord Randolph Henry Spencer-Churchill (Londra, 13 febbraio 1849 – Londra, 24 gennaio 1895) è stato un nobile e politico britannico molto influente nel Regno Unito di fine ottocento.
Membro della Camera dei Comuni, rappresentò dal 1873 la circoscrizione elettorale di Woodstock.
È ricordato soprattutto per essere il padre di Winston Churchill, primo ministro britannico durante la seconda guerra mondiale e Premio Nobel per la letteratura.

## Biografia

### Infanzia ed educazione

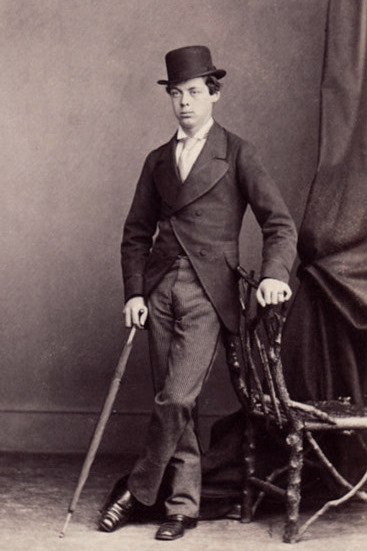
Churchill negli anni 60 dell'Ottocento

Nato al 3 di Wilton Terrace, Belgravia, Londra, Randolph era il terzo figlio di John Spencer-Churchill, VII duca di Marlborough e di Lady Frances Anne Emily Vane, figlia di Charles Vane, III marchese di Londonderry. Alla morte del padre di John nel 1857, i due divennero rispettivamente il Duca di Marlborough e la Duchessa di Marlborough. Come figlio minore di un Marchese, e in seguito Duca, Randolph non era nella linea diretta di eredità di nessuno dei due titoli, ma aveva diritto al titolo di cortesia di Lord Randolph Churchill ("Lord Randolph" in conversazione, ma non "Lord Churchill" ). Pertanto non aveva diritto a un seggio alla Camera dei Lord, che andava al fratello maggiore sopravvissuto, ma era in grado di candidarsi alla Camera dei Comuni.
Dapprima fu istruito privatamente e in seguito frequentò la scuola preparatoria di Tabor, Cheam. Nel gennaio 1863 viaggiò a breve distanza in treno privato fino all'Eton College, dove rimase fino al luglio 1865. Non si distinse né nel lavoro accademico né nello sport mentre si trovava a Eton; i suoi contemporanei lo descrivono come un ragazzo vivace e piuttosto indisciplinato.
Tra le amicizie per tutta la vita che fece a scuola c'erano Edward Hamilton e Archibald Primrose (in seguito Lord Rosebery). Nell'ottobre 1867, si è immatricolato ed è stato ammesso al Merton College di Oxford. A Oxford, Primrose - ora con il suo titolo di cortesia di Lord Dalmeny - era insieme a Churchill un membro del Bullingdon Club, e si unì a lui alle feste alimentate con champagne del Club. Randolph era spesso nei guai con le autorità universitarie per ubriachezza, fumo in abiti accademici e fracassare finestre al Randolph Hotel. Il suo comportamento turbolento era contagioso, si stropicciava con amici e contemporanei; si guadagnò la reputazione di terribile enfant. Gli piaceva lo sport, ma era un avido lettore, giocava duro e lavorava sodo.
Randolph Churchill era un caro amico di Nathan Rothschild, I barone Rothschild, e ricevette "ampi prestiti" dai Rothschild. Riferì sull'industria mineraria in Sudafrica per loro conto, dove il loro agente Cecil Rhodes stava consolidando i depositi minerari che alla fine portarono alla creazione di De Beers.

### Matrimonio

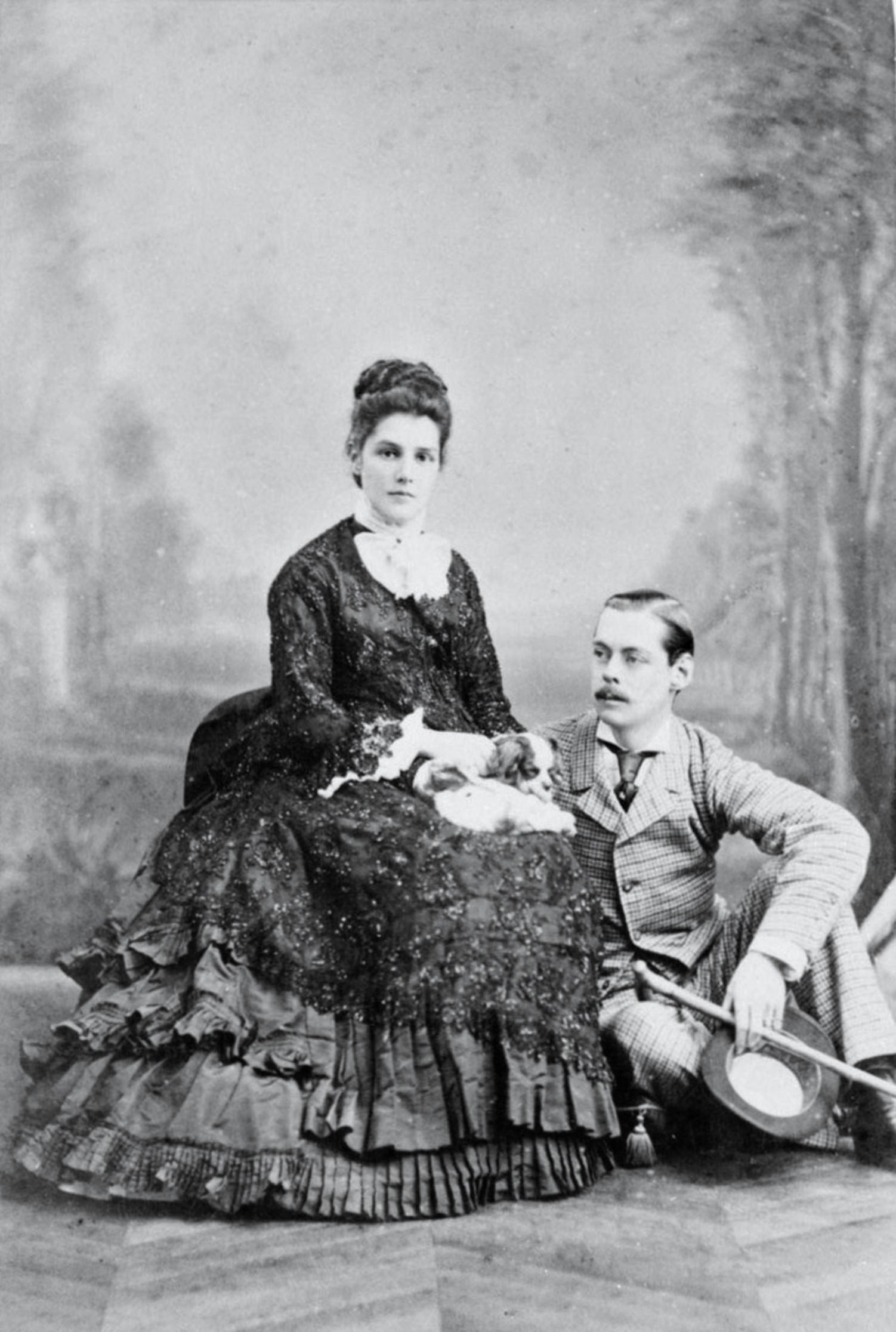
Lord Randolph Churchill e Jennie Jerome a Parigi nel 1874, di Georges Penabert

Lord Randolph Churchill si sposò presso l'ambasciata britannica a Parigi il 15 aprile 1874 con Jennie Jerome, figlia di Leonard Jerome, un uomo d'affari americano. La coppia ebbe due figli.
Nel gennaio 1875, solo circa un mese dopo la nascita di Winston, Randolph fece ripetute visite per un disturbo non divulgato al medico di famiglia, il dottor Oscar Clayton, uno specialista nel trattamento della sifilide nella sua pratica di Londra al 5, Harley Street. Secondo Frank Harris, che pubblicò le accuse nella sua scandalosa autobiografia, My Life and Loves (1922-27), "Randolph aveva preso la sifilide..." Il dottor Clayton era, tuttavia, un "medico della società" con molti pazienti tra gli inglesi classe superiore.
Il libro di Harris presentò una storia, raccontata da Louis Jennings, che aveva pubblicato i discorsi di Randolph del 1880-1888, a sostegno della tesi della sifilide. Jennings, tuttavia, che era morto quando Harris raccontò la storia, non era una fonte affidabile: la sua amicizia con Churchill era terminata in modo acerbo dopo che Randolph aveva attaccato il partito Tory e diversi suoi membri nel 1893. Il resoconto di Jennings come riportato da Harris non è mai stato corroborata. Nel 1924, Harris era uscito con Winston Churchill, per il quale era stato un agente letterario. Harris aveva fatto affermazioni simili ma false o prive di fondamento su Oscar Wilde e Guy de Maupassant.
Un articolo di John H. Mather della National Churchill Library and Center mette in discussione la veridicità di Harris e offre la teoria alternativa di un "tumore cerebrale del lato sinistro", che sostengono sarebbe più coerente con le afflizioni osservate di Churchill. Mather ha osservato che "Non vi è alcuna indicazione che Lady Randolph oi suoi figli siano stati infettati dalla sifilide. Se si accetta, come riportato, che entrambi i ragazzi sono nati prematuramente, questo è più probabile che sia stato dovuto a una debole apertura nell'utero rispetto a alla malattia. Se i ragazzi non fossero nati prematuramente, ciò avrebbe messo in dubbio ancora maggiore una diagnosi di sifilide. Né il figlio nacque con le infezioni che assomigliano alla sifilide secondaria, né avevano la sifilide ereditaria tardiva, più comune tra i 7 anni e 15, manifestato da sordità, cecità parziale e/o denti dentellati."

### Carriera politica

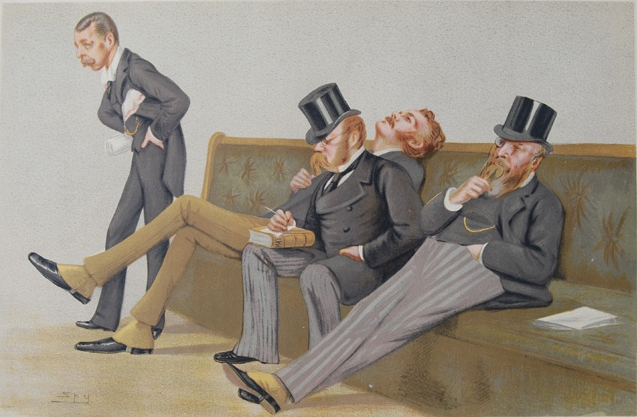
Churchill fra i Quattro del Partito, Spencer-Churchill, Balfour, Drummond-Wolff e Gorst come caricaturati da Spy (Leslie Ward) su Vanity Fair, 1 dicembre 1880

Churchill non sperimentò nessuno dei primi dubbi, ma fece molti errori, come accennato nella biografia di Rosebery. Non si è mai pentito di essere stato un primo amico e ammiratore dei Disraeli. Il suo comportamento fu, tuttavia, la causa successiva di dissenso nei suoi rapporti con un Salisbury più freddo e distaccato. L'esuberanza giovanile di Churchill non gli impedì di ottenere una laurea di seconda classe in giurisprudenza e storia moderna nel 1870. Un anno dopo, lui e suo fratello maggiore George furono iniziati ai riti della massoneria, come sarebbe stato suo figlio Winston.
Alle elezioni generali del 1874 fu eletto in parlamento come membro conservatore di Woodstock, vicino al seggio di famiglia, sconfiggendo George Brodrick, un collega, e successivamente Warden, di Merton. Il suo discorso inaugurale, pronunciato nella sua prima sessione, ha suscitato i complimenti di William Harcourt e Benjamin Disraeli, che hanno scritto alla "energia e flusso naturale" della regina di Churchill.
Sin da giovane fece parte del partito Tory; dopo la laurea, ottenuta al Merton College di Oxford, ricoprì diverse cariche governative sino alla prestigiosa carica di Segretario di Stato per l'India (1885).
Nel 1884 adottò per il Partito Conservatore il simbolo della primula; il 19 aprile tutti gli uomini e donne aderenti a tale partito sfilano portando ancora oggi questo fiore all'occhiello. 
Nel 1886 fu nominato Chancellor of the Exchequer (Cancelliere dello Scacchiere, come viene chiamato il Ministro delle Finanze inglese). La sua esperienza al Tesoro però si concluse malamente, poiché il budget finanziario predisposto non fu approvato ed egli fu costretto alle dimissioni. 
A detta dei più Lord Randolph Churchill, che era visto come un probabile futuro primo ministro, fu oggetto di un'imboscata politica da parte di alcuni avversari interni del suo partito (capeggiati da Lord Salisbury), che impedirono così che ottenesse tale carica. Fu comunque ancora leader della Camera dei Comuni fino al 1887.

### Attività

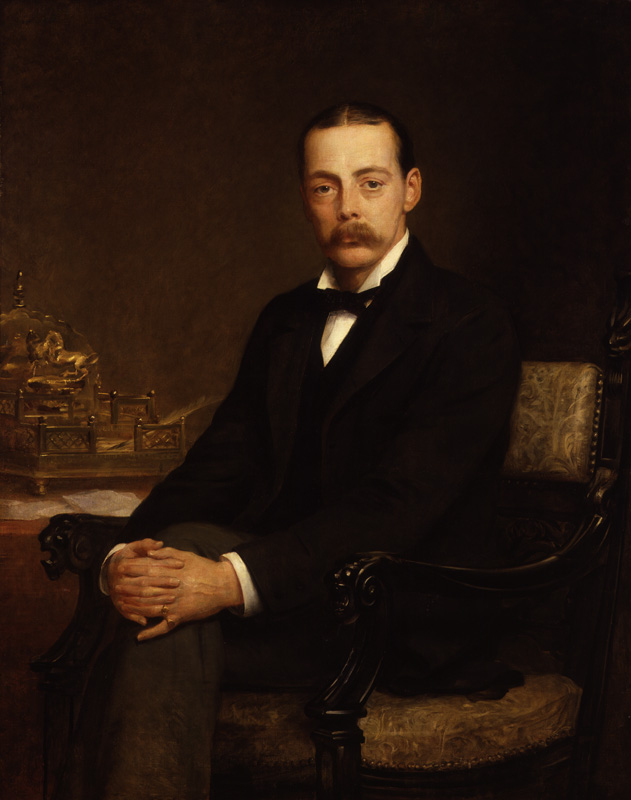
Lord Randolph ritratto da Edwin Long

Nel 1871 Churchill e suo fratello maggiore George furono iniziati in Massoneria.
Randolph Churchill era un buon giocatore di scacchi. Fu uno dei fondatori del circolo scacchistico dell'Università di Oxford e prese lezioni dall'allora campione del mondo Wilhelm Steinitz. Il sito Chessgames.com riporta una sua partita con Steinitz.

### Ultimi anni e morte
Durante un periodo di permanenza nelle Indie contrasse una non ben precisata malattia (alcuni sostengono che si trattasse di sifilide) che lo portò alla paralisi, poi alla pazzia e infine prematuramente alla morte.

## Discendenza
Dal matrimonio tra Lord Randolph e Jennie Jerome nacquero:
- Winston Leonard Spencer-Churchill (30 novembre 1874-24 gennaio 1965), futuro primo ministro britannico durante la seconda guerra mondiale;
- John Strange "Jack" Spencer-Churchill (4 febbraio 1880-23 febbraio 1947).

## Ascendenza
|                                                     |                                               |                                                      | Genitori                                       |  |  | Nonni |  |  | Bisnonni                                           |  |  | Trisnonni                                  |  |
|                                                     |                                               |                                                      |                                                |  |  |       |  |  | 8. George Spencer-Churchill, V duca di Marlborough |  |  | 16. George Spencer, IV duca di Marlborough |  |
|                                                     |                                               |                                                      |                                                |  |  |       |  |  | 8. George Spencer-Churchill, V duca di Marlborough |  |  | 16. George Spencer, IV duca di Marlborough |  |
|                                                     |                                               | 17. lady Caroline Russell                            |                                                |  |  |       |  |  | 8. George Spencer-Churchill, V duca di Marlborough |  |  |                                            |  |
| 4. George Spencer-Churchill, VI duca di Marlborough |                                               |                                                      |                                                |  |  |       |  |  | 8. George Spencer-Churchill, V duca di Marlborough |  |  |                                            |  |
|                                                     |                                               | 9. lady Susan Stewart                                | 18. John Stewart, VII conte di Galloway        |  |  |       |  |  |                                                    |  |  |                                            |  |
|                                                     |                                               | 9. lady Susan Stewart                                | 18. John Stewart, VII conte di Galloway        |  |  |       |  |  |                                                    |  |  |                                            |  |
|                                                     |                                               | 9. lady Susan Stewart                                | 19. Anne Dashwood                              |  |  |       |  |  |                                                    |  |  |                                            |  |
| 2. John Spencer-Churchill, VII duca di Marlborough  |                                               | 9. lady Susan Stewart                                |                                                |  |  |       |  |  |                                                    |  |  |                                            |  |
|                                                     |                                               | 10. George Stewart, VIII conte di Galloway           | 20. John Stewart, VII conte di Galloway (= 18) |  |  |       |  |  |                                                    |  |  |                                            |  |
|                                                     |                                               | 10. George Stewart, VIII conte di Galloway           | 20. John Stewart, VII conte di Galloway (= 18) |  |  |       |  |  |                                                    |  |  |                                            |  |
|                                                     |                                               | 10. George Stewart, VIII conte di Galloway           | 21. Anne Dashwood (= 19)                       |  |  |       |  |  |                                                    |  |  |                                            |  |
| 5. lady Jane Stewart                                |                                               | 10. George Stewart, VIII conte di Galloway           |                                                |  |  |       |  |  |                                                    |  |  |                                            |  |
|                                                     |                                               | 11. lady Jane Paget                                  | 22. Henry Paget, I conte di Uxbridge           |  |  |       |  |  |                                                    |  |  |                                            |  |
|                                                     |                                               | 11. lady Jane Paget                                  | 22. Henry Paget, I conte di Uxbridge           |  |  |       |  |  |                                                    |  |  |                                            |  |
|                                                     |                                               | 11. lady Jane Paget                                  | 23. Jane Champagné                             |  |  |       |  |  |                                                    |  |  |                                            |  |
| 1. lord Randolph Henry Churchill                    |                                               | 11. lady Jane Paget                                  |                                                |  |  |       |  |  |                                                    |  |  |                                            |  |
|                                                     | 12. Robert Stewart, I marchese di Londonderry | 24. Alexander Stewart                                |                                                |  |  |       |  |  |                                                    |  |  |                                            |  |
|                                                     | 12. Robert Stewart, I marchese di Londonderry | 24. Alexander Stewart                                |                                                |  |  |       |  |  |                                                    |  |  |                                            |  |
|                                                     | 12. Robert Stewart, I marchese di Londonderry | 25. Mary Cowan                                       |                                                |  |  |       |  |  |                                                    |  |  |                                            |  |
| 6. Charles Stewart, III marchese di Londonderry     | 12. Robert Stewart, I marchese di Londonderry |                                                      |                                                |  |  |       |  |  |                                                    |  |  |                                            |  |
|                                                     |                                               | 13. lady Frances Pratt                               | 26. Charles Pratt, I conte di Camden           |  |  |       |  |  |                                                    |  |  |                                            |  |
|                                                     |                                               | 13. lady Frances Pratt                               | 26. Charles Pratt, I conte di Camden           |  |  |       |  |  |                                                    |  |  |                                            |  |
|                                                     |                                               | 13. lady Frances Pratt                               | 27. Elizabeth Jeffreys                         |  |  |       |  |  |                                                    |  |  |                                            |  |
| 3. lady Frances Anne Vane                           |                                               | 13. lady Frances Pratt                               |                                                |  |  |       |  |  |                                                    |  |  |                                            |  |
|                                                     |                                               | 14. sir Henry Vane-Tempest, II baronetto             | 28. sir Henry Vane, I baronetto                |  |  |       |  |  |                                                    |  |  |                                            |  |
|                                                     |                                               | 14. sir Henry Vane-Tempest, II baronetto             | 28. sir Henry Vane, I baronetto                |  |  |       |  |  |                                                    |  |  |                                            |  |
|                                                     |                                               | 14. sir Henry Vane-Tempest, II baronetto             | 29. Frances Tempest                            |  |  |       |  |  |                                                    |  |  |                                            |  |
| 7. lady Frances Vane-Tempest                        |                                               | 14. sir Henry Vane-Tempest, II baronetto             |                                                |  |  |       |  |  |                                                    |  |  |                                            |  |
|                                                     |                                               | 15. Anne Catherine MacDonnell, II contessa di Antrim | 30. Randal MacDonnell, I marchese di Antrim    |  |  |       |  |  |                                                    |  |  |                                            |  |
|                                                     |                                               | 15. Anne Catherine MacDonnell, II contessa di Antrim | 30. Randal MacDonnell, I marchese di Antrim    |  |  |       |  |  |                                                    |  |  |                                            |  |
|                                                     |                                               | 15. Anne Catherine MacDonnell, II contessa di Antrim | 31. hon. Letitia Morres                        |  |  |       |  |  |                                                    |  |  |                                            |  |
|                                                     |                                               | 15. Anne Catherine MacDonnell, II contessa di Antrim |                                                |  |  |       |  |  |                                                    |  |  |                                            |  |